# Снессарев, Николай Васильевич
Никола́й Васи́льевич Сне́ссарев псевдонимы Н. С.; Н. Сн—в; Снегов (26 января 1856 — 7 декабря 1928) — русский журналист, редактор, гласный Петербургской городской думы, сотрудник газеты «Новое время», в эмиграции с 1918 года.

## Биография
Первоначально сотрудник «Сын отечества». В конце 1880-х и начале 90-х годов публикуется в «Живописном Обозрении» под псевдонимом «Снегов». С 1887 по 1913 год сотрудник редакции газеты «Новое время», заведующий её расчётной частью, в 1913 году — секретарь «Нового времени», член Совета Товарищества «А. С. Суворин — Новое время».
В 1901 году Санкт-Петербургская адресная книга сообщает, что Снессарев — член Литературно-художественного общества, председатель Санкт-петербургского кружка спортсменов, распорядитель общества «Макарьевский кружок правильной охоты». Начиная, примерно с 1898 владел дачей на станции Молоярви (Финляндия).
В 1901 году А. П. Чехов писал Ольге Книппер-Чеховой: «Не Снессарев ли [тот, с кем беседовала О. К.-Ч.]? Если с ним, то знакомство неважное <…>». Комментаторы подчёркивают, что уже тогда Снессарев имел репутацию нечистого на руку шантажиста.
В октябре 1911 года кадетская газета «Речь» опубликовала статью, в которой речь шла о выгодном контракте, полученным фирмой Вестингауз на постройку трамвайных линий в Петербурге. Этот контракт был заключён благодаря сопровождению, обеспеченному газетой «Новое время», за что журналист Снессарев получил 26 тысяч рублей. Снессарев ответил заметкой «Урок инсинуации гг. Милюкову, Гессену и Набокову. (Письмо в редакцию)». Смысл, которой в том, что он, Снессарев, да, действительно «принимал участие в организации этого общества в России. Конечно, не даром, а за определённое жалование». И давал советы этой фирме, как и другим, об участии в конкурсе на подряд, но 26 тысяч он не получал. Заканчивалась заметка оскорбительным для одного из редакторов «Речи» текстом.

Г. Набоков, будучи беден, как Иов на гноище после ограбления его караванов, женился на богатой московской купчихе. Это факт. Но если на вопрос, кто такой г. Набоков, я отвечу: «человек, женившийся на деньгах», то несомненно прибегну к инсинуации. Можно жениться на миллионерше и не быть содержанцем.
Расчёт был на то, что Набоков, выступавший публично против всякого рода дуэлей, опубликовавший о их вреде статью — должен либо отказаться от своих принципов неприятия дуэли как таковой, либо снести тяжкое оскорбление. По мнению современного комментатора за ответом Снессарева, как и за публикацией «Речи», его вызвавшей, стоит конкурентная борьба за читателя двух центральных петербургских газет.
В итоге Набоков вызвал на дуэль, но не Снессарева, а исполняющего обязанности главного редактора М. А. Суворина. Суворин от поединка отказался. После чего секунданты уже Снессарева — А. А. Пиленко и Е. А. Егоров — пытались передать вызов Набокову, но он их не принял.
Вскоре после смерти А. С. Суворина Снессарев поссорился с его сыновьями и другими пайщиками издательского дома, и выпустил брошюру «Мираж „Нового времени“ (почти роман)», где описал многие тайные для публики аферы своего бывшего издания. В предисловии Снессарев писал: «„Новому времени“ покойного Алексея Сергеевича Суворина я отдал половину моей жизни. Ровно двадцать пять лет (1887—1913 гг.). Это даёт мне право теперь со спокойной совестью издать настоящую книгу. Она написана ровно через год после моего ухода из дела».
Среди разоблачений Снесарева были утверждения, что «Новое Время» имело постоянный контакт с известным биржевым деятелем Манусом, который при помощи газеты пытался свалить со своего поста министра финансов В. Н. Коковцева и директора кредитной канцелярии Л. Ф. Давыдова; что три русских банка — Русско-Азиатский, Санкт-Петербургский частный коммерческий и Торгово-Промышленный — выделяли огромные суммы предприятиям Суворина. Снессарев оперировал письмом Мануса к А. И. Путилову и называл суммы, которые попали к людям, работающим в «Новом Времени» и «Вечернем Времени». Эта публикация в немалой степени способствовала падению репутации газеты в обществе, и без того не слишком высокой. В свете того, что было сообщено самим Снессаревым о его бывшем месте службы и нравах, там царивших, публикация газеты «Речь», чуть не вызвавшая дуэль, представляется, вероятно, вполне справедливой.
Эмигрировал в 1918 году. В связи с отъездом в эмиграцию распространился ложный слух о гибели Снессарева в ходе Выборгской резни. Якобы финские белогвардейцы, заняв местность, где у Снессарева была дача, арестовали его и расстреляли в Выборге. Причины усматривали в том, что газета «Новое время» в «своё время вела определённую кампанию против Финляндии» или в том, что «при временном правительстве, Снессарев <…> чуть ли даже не был некоторое время комендантом гор. Выборга». Всё это оказалось газетной уткой, но до сих пор в некоторых публикациях год смерти Снессарева ошибочно указывают как 1918.
Впоследствии в эмиграции в Лондоне, затем в Германии. Редактор журнала «Вестник Русского монархического объединения в Баварии» (Мюнхен). В 1924 году совместно с графом В. А. Бобринским автор манифеста Великого Князя Кирилла Владимировича, провозглашавшего его императором. В 1923 году за свой счёт издал в Берлине в типографии Е. А. Гутнова два политических памфлета, направленные против «николаевцев» (сторонников великого князя Николая Николаевича) «Провокация монархизма» (параллельный текст на русском, английском и немецком языках — 132 с.), и «Смирительная рубашка» (331 с.). За счёт канцелярии «Его Императорского Величества» (Кирилла Владимировича) по почте были разосланы с пропагандистскими целями 2500 экземпляров «Провокации монархизма». Следующая брошюра «Довольно Лжи» (32 с.) была выпущена со ссылкой на издание «Русским патриотическим обществом в Лондоне», но напечатана в Мюнхене в типографии «Р. Ольденбург» на английском, французском и русском языках (перевод осуществили дочери автора) и разослана в количестве 3500 экз..
Позднее отношения с великим князем расстроились, и Снессарев написал о нём разоблачительную книгу «Кирилл I… император Кобургский».
Скончался в Берлине. Похоронен на том же кладбище Тегель, где и В. Д. Набоков. Надгробье на могиле Снессарева отсутствует.

## Семья
- Жена — Александра Петровна урождённая Тарасова (26.02.1875 — 17.11.1960, Берлин)[22]
- Дочь ? — Александра Снессарева (20.05.1904 — 17.11.1987, Берлин), похоронена рядом с Н. В. и А. П. Снессаревыми[22]

## Сочинения
- Снессарев Н. 1914. Мираж «Нового времени». Почти роман. СПб.: Типография М. Пивоварского и А. Типографа. 136 с.
- Снессарев Николай. Провокация монархизма. — Берлин : [б. и., 1923]. — 132 с
- Снессарев Н. Смирительная рубашка. Берлин, 1923. 331 c.
- Снессарев Н. Кирилл Первый, император… Кобургский. с приложением «Декларация, три мотива и кое-что из переписки с Кобургом». Берлин, 1925. — 251 с.
- Снессарев Н. Кирилл Первый, император. Берлин, 1929.

## Архивы
- Пушкинский Дом, ф. 469, 24 ед. хр., 1911—1917.
- РГАЛИ ф. 459 оп. 1 ед. хр. 3974